# Le Tronchet (Ille-et-Vilaine)
Pour les articles homonymes, voir Le Tronchet.
Le Tronchet est une commune française située dans le département d'Ille-et-Vilaine en région Bretagne, peuplée de 1 204 habitants.

## Géographie
Le Tronchet est située à 25 km de Saint-Malo.
L'altitude moyenne de la commune est à 53 mètres[réf. nécessaire] avec une hauteur maximale de 79 mètres et une minimale de 13 mètres.
Le territoire est parcouru par la Mollée et le Meulleuc, ruisseau qui alimente l'étang des Lauriers, l'étang de l'Abbatiale et l'étang de Mireloup. Ces trois étangs communiquent entre eux et représentent une surface de 29 hectares, classés en 2e catégorie, les deux premiers sont pourvus d'équipements sur les berges comprenant tables de pique-nique, poubelles verres et détritus. Celui de l'Abbatiale possède une aire pour handicapé.

### Hameaux, écarts, lieux-dits
- Hameau : la Ville Joie.
- Écarts : le Rocher Argan, le Rocher Richard, les Écotays, les Vaults.
- Lieux-dits : la Basse Ville Joie, la Landelle, le Brignoux, le Ponmenet.

### Hydrographie
Pour un article plus général, voir Réseau hydrographique d'Ille-et-Vilaine.
La commune est située dans le bassin Loire-Bretagne. Elle est drainée par le Biez Jean, le Meleuc,.
Le Biez Jean, d'une longueur de 30 km, prend sa source dans la commune de Lourmais et se jette  dans la baie du Mont-Saint-Michel en limite de Saint-Benoît-des-Ondes et de Hirel. 
Le Meleuc, d'une longueur de 20 km, prend sa source dans la commune de Mesnil-Roc'h et se jette  dans Le Biez du Meleuc à Saint-Guinoux, après avoir traversé sept communes. 

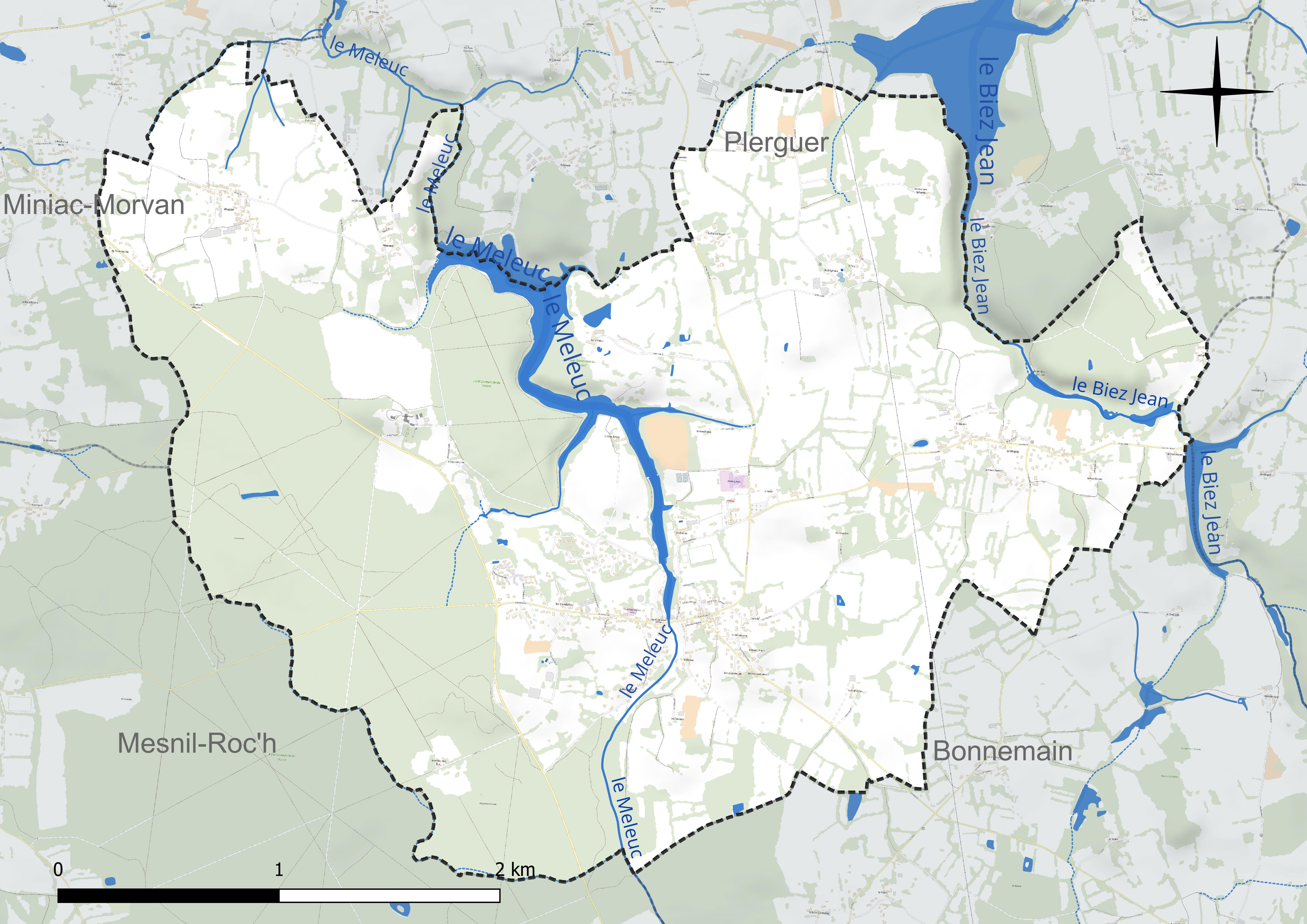
Réseau hydrographique du Tronchet.

Deux plans d'eau complètent le réseau hydrographique : le lac de Mireloup, d'une superficie totale de 22,2 ha (17,88 ha sur la commune) et l'étang de Beaufort, d'une superficie totale de 28,6 ha (0 ha sur la commune),.

### Climat
Pour des articles plus généraux, voir Climat de la Bretagne et Climat d'Ille-et-Vilaine.
En 2010, le climat de la commune est de type climat océanique altéré, selon une étude du CNRS s'appuyant sur une série de données couvrant la période 1971-2000. En 2020, Météo-France publie une typologie des climats de la France métropolitaine dans laquelle la commune est exposée à un climat océanique et est dans la région climatique  Bretagne orientale et méridionale, Pays nantais, Vendée, caractérisée par une faible pluviométrie en été et une bonne insolation. Parallèlement l'observatoire de l'environnement en Bretagne publie en 2020 un zonage climatique de la région Bretagne, s'appuyant sur des données de Météo-France de 2009. La commune est, selon ce zonage, dans la zone « Intérieur », exposée à un climat médian, à dominante océanique.  
Pour la période 1971-2000, la température annuelle moyenne est de 11,4 °C, avec une amplitude thermique annuelle de 12,2 °C. Le cumul annuel moyen de précipitations est de 739 mm, avec 12,4 jours de précipitations en janvier et 6,7 jours en juillet. Pour la période 1991-2020, la température moyenne annuelle observée sur la station météorologique la plus proche, située sur la commune du Quiou à 19 km à vol d'oiseau, est de 11,6 °C et le cumul annuel moyen de précipitations est de 757,4 mm,. Pour l'avenir, les paramètres climatiques de la commune estimés pour 2050 selon différents scénarios d'émission de gaz à effet de serre sont consultables sur un site dédié publié par Météo-France en novembre 2022.

## Urbanisme

### Typologie
Au 1er janvier 2024, Le Tronchet est catégorisée bourg rural, selon la nouvelle grille communale de densité à sept niveaux définie par l'Insee en 2022.
Elle est située hors unité urbaine. Par ailleurs la commune fait partie de l'aire d'attraction de Saint-Malo, dont elle est une commune de la couronne,. Cette aire, qui regroupe 35 communes, est catégorisée dans les aires de 50 000 à moins de 200 000 habitants,.

### Occupation des sols
L'occupation des sols de la commune, telle qu'elle ressort de la base de données européenne d'occupation biophysique des sols Corine Land Cover (CLC), est marquée par l'importance des territoires agricoles (50,5 % en 2018), une proportion identique à celle de 1990 (50,5 %). La répartition détaillée en 2018 est la suivante : 
forêts (33,3 %), prairies (26,7 %), zones agricoles hétérogènes (23,8 %), zones urbanisées (7,4 %), espaces verts artificialisés, non agricoles (6,9 %), eaux continentales (1,9 %). L'évolution de l'occupation des sols de la commune et de ses infrastructures peut être observée sur les différentes représentations cartographiques du territoire : la carte de Cassini (XVIIIe siècle), la carte d'état-major (1820-1866) et les cartes ou photos aériennes de l'IGN pour la période actuelle (1950 à aujourd'hui).

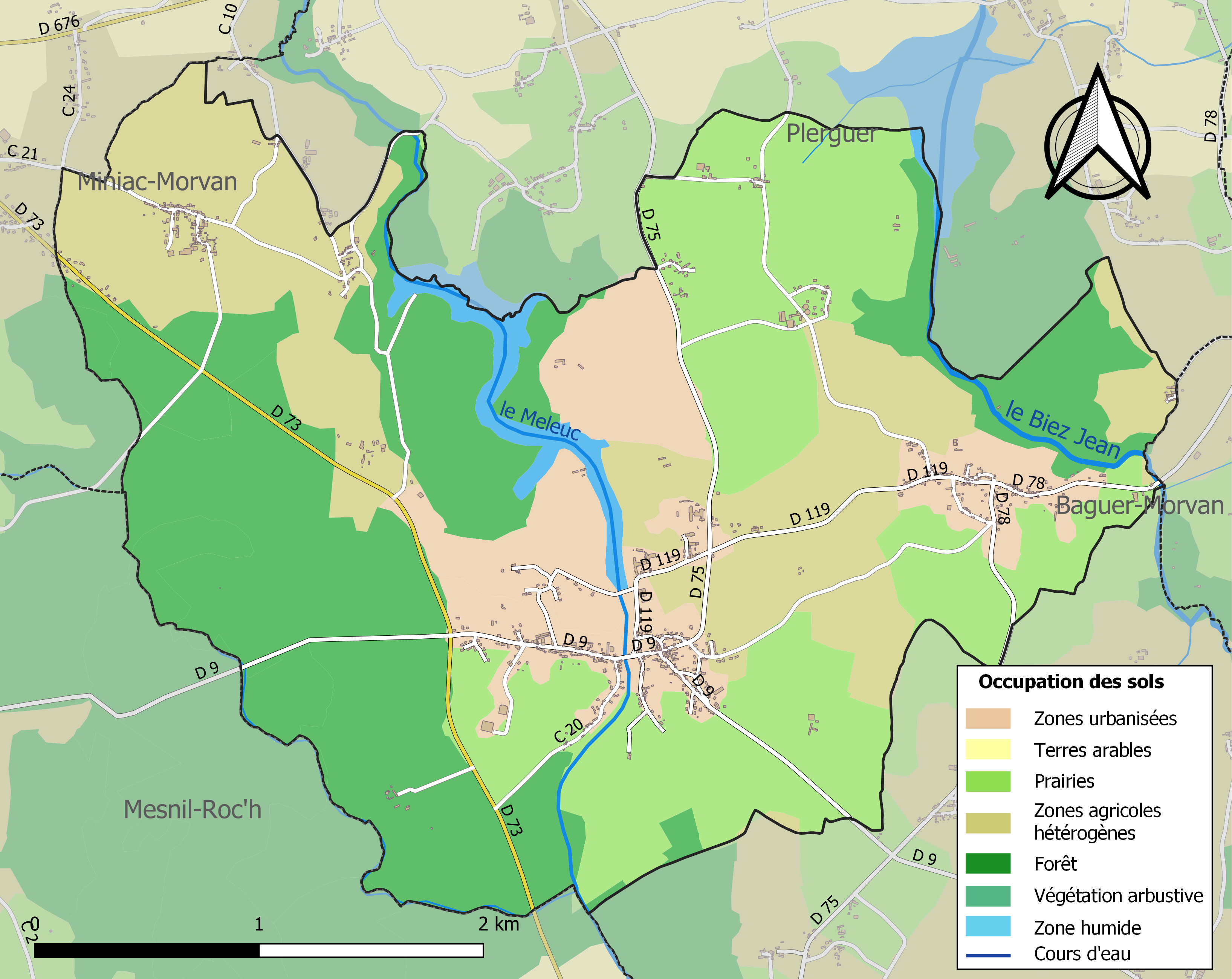
Carte des infrastructures et de l'occupation des sols de la commune en 2018 (CLC).

## Toponymie
Le nom de la localité est attesté sous les formes Ecclesia de Trunchet en 1140, ecclesia de Troncheto en 1177.
Le Tronchet dérive de « Petit Tronc » signifiant « Petit Bois ».

## Histoire
Le Tronchet s'est constitué historiquement autour de l'abbaye du Tronchet. Dès la fin du XIe siècle, un lieu de prière existe dans la forêt, habité par Gautier, miraculeusement guéri de la lèpre par un religieux de passage. Une pieuse communauté se forme alors à cet endroit. Une église est fondée en 1140 et un couvent vers 1150. Le Tronchet est ensuite donné à l'abbaye de Marmoutier, près de Tours par le sénéchal de Dol-de-Bretagne, Alain, comme une dépendance du prieuré de Combourg. Cette maison est érigée en abbaye en 1170 par des moines de Saint-Benoît. Raoul en est le premier abbé.
En 1150, le roi d'Angleterre accorde à l'abbaye du Tronchet la permission de tenir une foire. Les fourches patibulaires, insignes de haute justice, s'élèvent alors dans le village du Tronchet qui s'est constitué autour de l'abbaye. En 1478, François de Beauchêne, abbé du Tronchet, reçoit le droit de porter l'anneau, la mitre et autres ornements pontificaux. Puis l'abbaye périclite et est réformée au XVIIe par la congrégation de Saint-Maur et reconstruite sur une colline proche. Les habitants du Tronchet se mobilisent en effet avec l'évêque de Dol-de-Bretagne pour rétablir le monastère.
Le Grand bailliage du Tronchet en Plerguer et le Petit bailliage étaient dépendants de l'abbaye.
Sous l'Ancien Régime, la chapelle de l'abbaye du Tronchet dépendait de la paroisse de Plerguer, faisait partie du doyenné de Dol relevant du diocèse de Dol et était sous le vocable de Notre-Dame.

### Époque contemporaine
Le village du Tronchet, rattaché à la Révolution à la commune de Plerguer, mais avec des conseillers spéciaux, est érigée en paroisse le 16 avril 1826. Elle est érigée en commune le 5 juin 1953 après un siècle de combat juridique. Ainsi, 800 ans après l'édification d'un lieu de prière dans un endroit retiré, l'abbaye reconstruite en 1679 donnait son nom  à une nouvelle commune, la commune du Tronchet.
L'ancien monastère est aujourd'hui transformé en hôtel-restaurant.

## Héraldique
| Blason de Le Tronchet (Ille-et-Vilaine) | Blason  | D'or à la crosse de sable accostée de deux fleurs de lis du même.                                                                                             |
| Blason de Le Tronchet (Ille-et-Vilaine) | Détails | Une variante, De sable à la crosse d'argent, accostée de deux fleurs de lys d'or. Il semblerait que la commune ait voulu inverser les couleurs de son blason. |

## Politique et administration

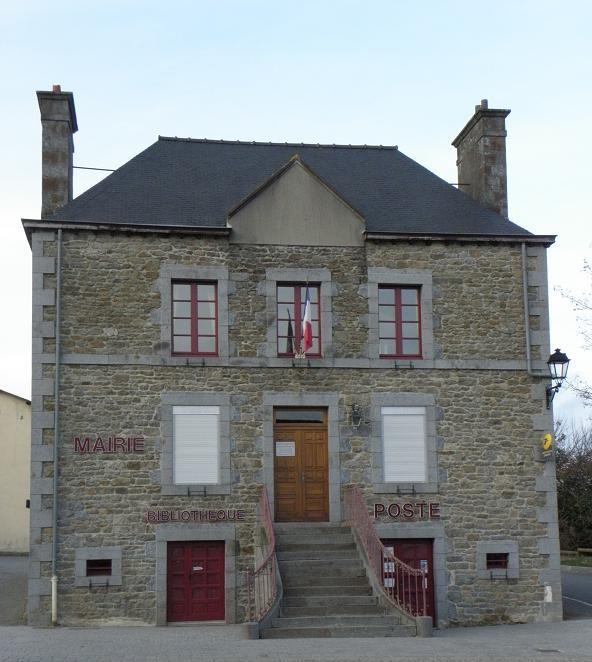
La mairie.

| Période                                  | Période   | Identité            | Étiquette | Qualité                              |
| ---------------------------------------- | --------- | ------------------- | --------- | ------------------------------------ |
| 1953                                     | 1961      | Robert Surcouf      |           |                                      |
| 1961                                     | 1968      | Aline Pitrel        |           |                                      |
| 1968                                     | mars 1977 | René Besnard        |           |                                      |
| mars 1977                                | mars 1989 | Pierre Leclerc      |           | Chef d'entreprise de travaux publics |
| Les données manquantes sont à compléter. |           |                     |           |                                      |
| juin 1995                                | mars 1998 | Pierrette Kergosien |           |                                      |
| mars 1998                                | mars 2008 | Bernard Imbert      |           | Inspecteur principal des impôts      |
| mars 2008                                | mars 2014 | Jacques Scalart     |           | Médecin retraité                     |
| mars 2014                                | En cours  | Pascal Briand       | DVD       | Technicien espaces verts             |

## Population et société

### Démographie
L'évolution du nombre d'habitants est connue à travers les recensements de la population effectués dans la commune depuis 1954. Pour les communes de moins de 10 000 habitants, une enquête de recensement portant sur toute la population est réalisée tous les cinq ans, les populations de référence des années intermédiaires étant quant à elles estimées par interpolation ou extrapolation. Pour la commune, le premier recensement exhaustif entrant dans le cadre du nouveau dispositif a été réalisé en 2008.
En 2022, la commune comptait 1 204 habitants, en évolution de +4,33 % par rapport à 2016 (Ille-et-Vilaine : +5,46 %, France hors Mayotte : +2,11 %).
| 1954 | 1962 | 1968 | 1975 | 1982 | 1990 | 1999 | 2006 | 2008 |
| ---- | ---- | ---- | ---- | ---- | ---- | ---- | ---- | ---- |
| 884  | 885  | 840  | 904  | 825  | 818  | 845  | 960  | 996  |

| 2013  | 2018  | 2022  | - | - | - | - | - | - |
| ----- | ----- | ----- | - | - | - | - | - | - |
| 1 131 | 1 167 | 1 204 | - | - | - | - | - | - |

### Vie associative[24]

#### Culturelles
- Les amis du Haut Mesnil.
- Les amis de la Nature.
- Association The Patriot[25].
- UNC - Soldats de France.
- Amicale des anciens d'Indochine.
- Club le Frêne : club du 3e âge.
- Bougeons ensemble : association des parents d'élèves.
- Comité des fêtes.

#### Sportives
- Les VTT du Mesnil.
- Dojo de la Forêt du Mesnil : Club de Judo[26], Taïso[27] et Krav-Maga.
- Gym détente.
- Marche détente et découverte.
- Les Gros Mollets : club de course à pied.
- Les Pêcheurs de Mireloup.
- Association sportive du golf.
- ACCA : club de chasse.

#### Équipements sportifs
- Un terrain de football de 8816m²
- Un court de tennis de 648m²
- Deux terrains de boules
- Un Golf : Parcours 18 trous et Parcours 9 trous[28]
- Une salle des fêtes aménagée pour les cours de gym et les arts martiaux

## Culture Locale et Patrimoine

### Lieux et monuments

#### Bâtiments religieux
- Abbaye Notre-Dame du Tronchet.
- Chapelle de la Malouinière du Haut-Mesnil (1875), construite par Adolphe Surcouf, fils du corsaire Robert Surcouf et maire de Plerguer de 1865 à 1871
- Chapelle Notre-Dame-de-la-Salette, voisine du manoir du Mesnil, cette chapelle de forme octogonale a été édifiée en 1865 et était le but d'un pèlerinage très fréquenté[29]

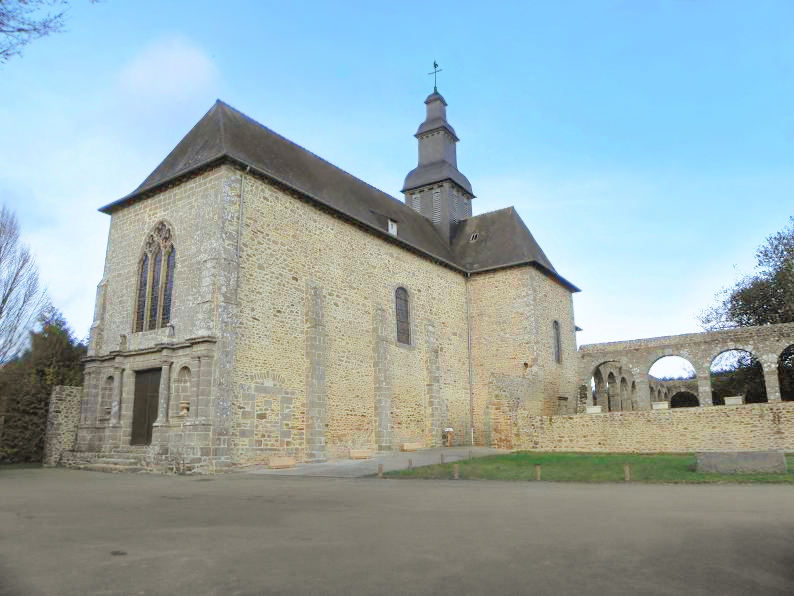
L'abbatiale Notre-Dame.
Vue intérieure de l'abbatiale.
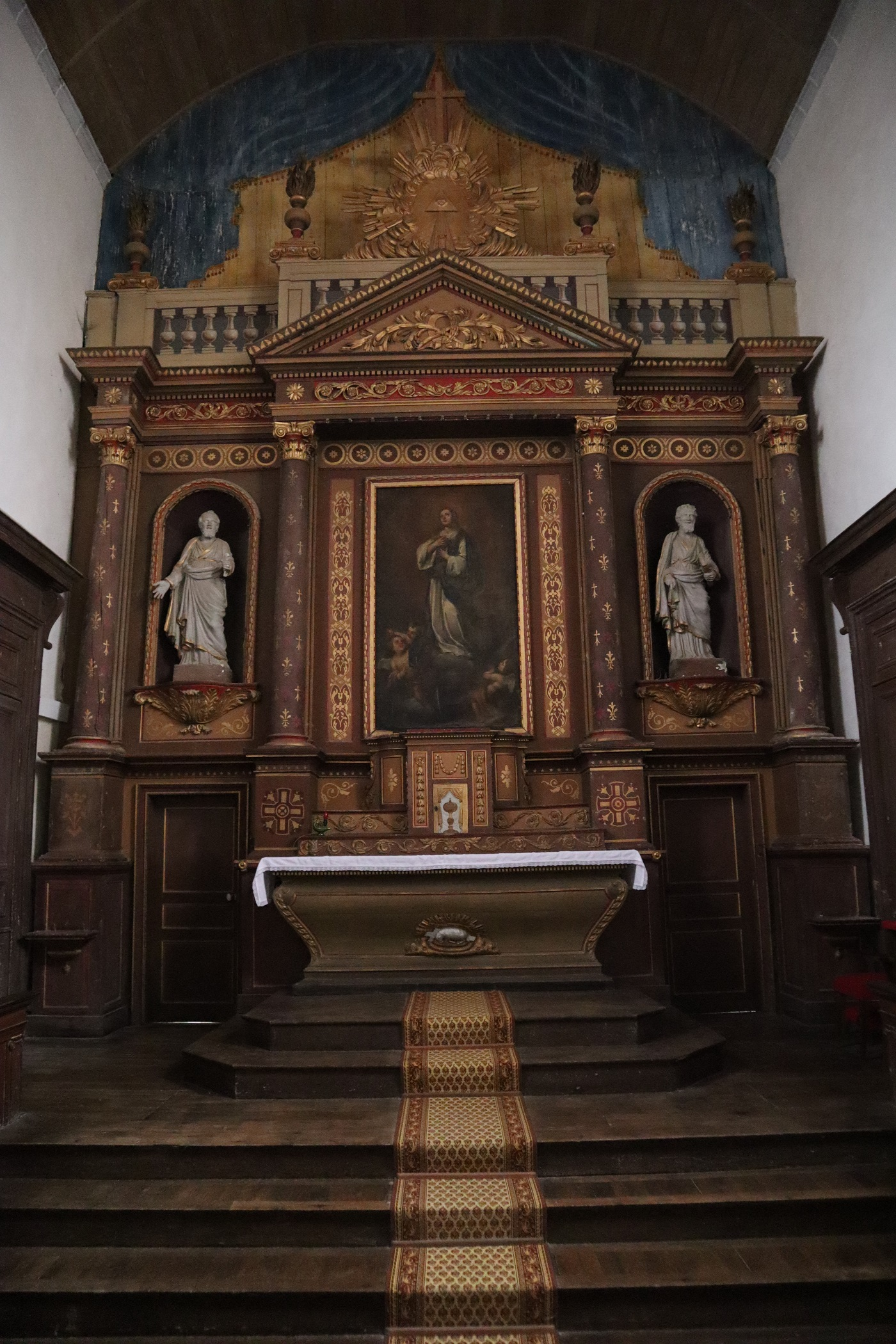
Le maître-autel de l'abbatiale.

#### Bâtiments civils
- Hostellerie de l'abbatiale, emplacement de l'ancienne abbaye.
- Manoir de Saint-Yvieux, sera pendant l'Occupation un lieu de planque pour les résistants.
- Malouinière, au lieu-dit le Haut-Mesnil, édifiée par Adolphe Surcouf, fils du corsaire Robert Surcouf. Cette demeure possède une chapelle dédiée à la Vierge et l'Enfant (statue au-dessus de l'autel). Le manoir et la chapelle peuvent être visités lors des Journées du patrimoine en septembre.
- Maison des XVIe et XVIIe siècles, située au Bas-Liage.

#### Lieux
- Forêt du Mesnil.
- Golf de Saint-Malo. Il s'étend sur 100 hectares, comprenant un parcours de 9 trous et un autre de 18 trous, un restaurant donnant sur l'étang de Mireloup, un hôtel quatre étoiles[30], un practice, une école de golf, un proshop, l'ensemble en bordure de la forêt domaniale du Mesnil. Deux autres établissements hôteliers viennent compléter l'équipement d'accueil de la ville : le Bailliage et le domaine de l'Émeraude.
- Le cimetière fut bénit le 17 septembre 1810.

### Personnalités liées à la commune
- François de Laval (1498-1554), abbé de Notre-Dame du Tronchet.
- Charles de Bourbon (1523-1590), abbé de Notre-Dame du Tronchet.
- Charles de Rosmadec (1618-1672), évêque de Vannes, archevêque de Tours, abbé de Notre-Dame du Tronchet.
- Anthyme-Denis Cohon (1595-1670), prévôt et chanoine de Chartres, prédicateur et conseiller du roi, évêque de Nîmes, puis évêque de Dol, abbé de l'abbaye Notre-Dame du Tronchet, de 1648 à 1670, puis de nouveau évêque de Nîmes où il meurt en 1670.
- Albert Aubry (1882-1951) est né le 8 décembre 1892 à Malestroit dans une famille de 14 enfants. Ses parents y tenaient échoppe de bourrelier. En septembre 1912, Albert Aubry fut nommé instituteur adjoint au Tronchet[31], où il s'installa. Il fut fait Chevalier de la légion d'honneur en mars 1919. Député socialiste d'Ille et Vilaine de 1919 à 1924, il fut le plus jeune député de la "chambre bleu horizon". Durant la guerre 39-45, il fut arrêté par la Gestapo et déporté au camp de concentration de Neuengamme où il passa 16 mois. L'école communale porte son nom[32].